# Marlon Jackson
Marlon David Jackson (Gary, Indiana, 1957. március 12. –) amerikai zenész és énekes, a Jackson család és a The Jackson 5 együttes tagja.

## Élete

### Gyermekkora
Joseph és Katherine Jackson hatodik gyermekeként és negyedik fiaként született. Ikertestvére, Brandon halva született, mindketten koraszülöttek voltak és császármetszéssel segítették őket világra. Marlon még kisgyermek volt, mikor bátyjai, Jackie, Tito és Jermaine 1964-ben együttest alakítottak. Marlon és öccse, Michael két évvel később léptek be az együttesbe ami The Jackson 5 néven vált világhírűvé. Apjuk, Joseph majdnem kivette Marlont az együttesből, mert hamisan énekelt és nem tudott olyan jól énekelni vagy táncolni, mint Michael. Marlon továbbra is táncolt az együttesben, de énekelni csak akkor kezdett, amikor a csapat 1969-ben leszerződött a Motown lemezkiadóhoz. Később több rajongó az együttes legtehetségesebb táncosának tartotta.

### The Jackson 5
1969-ben jelent meg az első abból az egymást követő négy listavezető popdalból, amit a The Jackson 5 megjelentetett a Motownnál. Bár főleg Jermaine és Michael voltak az előtérben, minden tag énekelt szólót valamelyik dalban. Marlon hangja hallható az I Want You Back, a Mama's Pearl, az I'll Be There, a Rockin' Robin, a Feelin' Alright és a Corner of the Sky című számokban. 1976-ban az együttes megvált a Motowntól és a CBS Recordsszal szerződött le. Jermaine kivált a csapatból, és legfiatalabb öccsük, Randy lépett be a The Jacksonsra átnevezett együttesbe. Innentől Marlon énekelte Jermaine részét a dalokban, és helyette ő lett az együttes frontembere Michael mellett.
A Destiny és Triumph című albumokkal az együttes visszatért a slágerlisták élére. Jermaine 1983-ban visszatért a csapathoz, és 1984-ben megjelentették a nagy sikerű Victory albumot, de az ezt követő turné végén Michael kilépett az együttesből, és egy évvel később Marlon is bejelentette, hogy kiválik. A négytagúra csökkent együttes 1990-ben oszlott fel végleg. Marlon nem sok részt vállalt az utolsó album, az 1989-ben megjelent 2300 Jackson Street készítésében, bár Michaellel együtt énekelt a címadó dalban, ami sikert aratott az R&B-slágerlistán.

### Szólóban
Marlon 1987-ben jelentette meg egyetlen szólóalbumát, a Baby Tonightot a Capitol Recordsnál. A dalok nagy részét ő maga írta és ő volt a producer is. Az album csak mérsékelt sikert aratott, de egyik száma, a Don't Go a második helyre került az R&B-slágerlistán.
Baby Tonight (1987)
1. Don't Go
2. To Get Away
3. When Will You Surrender
4. Lovely Eyes
5. Baby Tonight
6. Something Coming Down
7. Life
8. She Never Cried
9. Talk-2-U
10. Where Do I Stand
11. Everyday Everynight (CD bónuszdal)

Közreműködött lánytestvérei albumain is dalszerzőként és producerként: Rebbie Centipede (1984), La Toya La Toya Jackson (1980), My Special Love (1981) és Heart Don't Lie (1984), valamint Janet Dream Street (1984) című albumán is.

### Az utóbbi években
Miután szólókarrierje nem bizonyult sikeresnek, Marlon a szórakoztatóiparon kívül kezdett el dolgozni és sikeres ingatlanügynök lett Dél-Kaliforniában. Résztulajdonosa volt a Black Family Channel csatornának, ami a fekete közönséget célozta meg családbarát programokkal. Csak rövid időre tért vissza a zenei életbe 1997-ben, amikor a Jackson 5 bekerült a Rock & Roll Hall of Fame-be, illetve 2001-ben, amikor fivéreivel együtt fellépett a Michael zenei karrierje kezdetének 30. évfordulóját ünneplő koncerten a Madison Square Gardenben.
2009. július 7-én, a Michael tiszteletére rendezett megemlékezésen azt mondta, Michael volt a család lelke, és könnyes szemmel megjegyezte: „Talán most már békén fognak hagyni, Michael”, és „Öleld meg Brandon testvérünket a nevemben”.

### Magánélete
1975 augusztusában feleségül vette Carol Ann Parkert, akivel 1968 óta levelezett. Három gyermekük született, Valencia (1976), Brittany (1978) és ifjabb Marlon (1981). Két unokája van. A Jackson testvérek közül csak Marlon és Rebbie nem váltak el egyszer sem.